# Apple Lisa
De Apple Lisa was een computer die door destijds Apple Computer op 19 januari 1983 werd geïntroduceerd.
Het Lisa-project begon bij Apple in 1978 en ontwikkelde zich tot een project om een "krachtige" pc te ontwerpen met een grafische gebruikersinterface die gericht was op de zakelijke gebruiker.
Rond 1982 werd Steve Jobs uit het Lisa-project verwijderd, waarna hij bij het Apple Macintosh-project terechtkwam. In tegenstelling tot wat algemeen geloofd wordt, is de Macintosh geen directe afstammeling van de Lisa. Er zijn duidelijke overeenkomsten tussen de systemen en een latere versie van de Lisa werd verkocht als Macintosh XL.

## Etymologie
Ook al gaf de documentatie bij de Apple Lisa als naam The Lisa, officieel stelde Apple dat de naam een afkorting voor Local Integrated Software Architecture was. Aangezien Lisa Brennan-Jobs de naam van de eerste dochter van Steve Jobs is, wordt algemeen aangenomen dat de naam ook een persoonlijke betekenis had en dat de afkorting achteraf bedacht is. Jobs ontkende altijd, maar gaf in 2005 tijdens een etentje met U2-frontman Bono toe dat hij de computer had vernoemd naar zijn dochter.

## Hardware
De Lisa werd initieel geïntroduceerd in januari 1983 (aankondiging was op 19 januari) tegen een prijs van $9.995 (in 2007 zou dit $20.893 zijn). De Lisa was een van de eerste commerciële personal computers met GUI en een computermuis. Hij gebruikte een Motorola 68000 CPU bij een kloksnelheid van 5 MHz en had 512 kB of 1 MB intern RAM-geheugen.
De originele Lisa had twee Apple Fileware 5¼ dubbelzijdige floppy disk drives, beter bekend onder de interne naam van Apple, de "Twiggy". Deze hadden een capaciteit van ongeveer 871 kB per stuk, maar gebruikten wel specifieke diskettes.
Een optionele externe Apple ProFile harde schijf van 5 of 10 MB (oorspronkelijk bedoeld voor de Apple III) werd ook aangeboden.
Er was relatief weinig aanbod van hardware van derden voor de Lisa, vergeleken met de eerdere Apple II. AST bood een 1,5 MB geheugenkaart aan, die in combinatie met de standaard Apple 512 kB geheugenkaart, de Lisa uitbreidde tot een totaal van 2 MB geheugen, het maximum dat de MMU kon adresseren.
Aan het eind van de productcyclus van de Lisa waren er harddisk-drives, SCSI-controllers en dubbelzijdige 3½-inch floppy-disk-upgrades van derden.

## Software
Het besturingssysteem van de Lisa bood coöperatieve (non-preemptive) multitasking en virtueel geheugen, toentertijd een bijzonder geavanceerd onderdeel voor een pc. Het gebruik van een virtueel geheugen, gekoppeld aan een redelijk traag hardeschijfsysteem maakte het systeem soms traag. Conceptueel leek de Lisa op de Xerox Star, in het bijzonder omdat het bedoeld was als een zakelijk computersysteem; dientengevolge had de Lisa twee gebruikersmodi: het Lisa Office System en de Workshop. Het Lisa Office System was de GUI-omgeving voor de eindgebruikers. De Workshop was een ontwikkelomgeving die bijna volledig op tekst gebaseerd was, ook al gebruikte het een GUI-tekstverwerker. Het Lisa Office System werd uiteindelijk "7/7#" genoemd, verwijzend naar de zeven bijgevoegde applicaties: LisaWrite, LisaCalc, LisaDraw, LisaGraph, LisaProject, LisaList en LisaTerminal.
Een belangrijke belemmering voor software van derden op de Lisa was dat toen de Lisa uitgebracht werd de computer niet gebruikt kon worden om er programma's voor te schrijven: een afzonderlijke ontwikkelomgeving was nodig. Later werd dit gebrek verholpen, maar veel softwareontwikkelaars hadden toen al de Lisa afgedaan als platform en ze hadden er geen behoefte aan hun mening te herzien.

### Beschikbaarheid van de broncode
Het Computer History Museum en Apple lieten in december 2017 weten dat de broncode van het Lisa-besturingssysteem in 2018 gratis beschikbaar zou komen.

## Zakelijke blunders
De Apple Lisa bleek een commerciële mislukking voor Apple, de grootste sinds de Apple III catastrofe van 1980. De bedoelde zakelijke klanten schrokken terug van de hoge prijs van de Lisa en kozen op grote schaal voor de goedkopere IBM-pc's, die al bezig waren om de zakelijke desktop te domineren. De grootste klant van de Lisa was de NASA, die LisaProject gebruikte voor projectmanagement en die zich voor grote problemen gesteld zag toen de productie en het onderhoud van de Lisa gestaakt werden.
De Lisa werd ook gezien als een beetje traag, ondanks de innovatieve interface. De nagel aan de doodskist van de Lisa was het uitbrengen van de Apple Macintosh in 1984, die hielp om de Lisa nog meer in diskrediet te brengen, aangezien de Macintosh ook over een GUI en muis beschikte, maar veel goedkoper was. Twee latere Lisa-modellen werden uitgebracht (de Lisa 2 en de afgeleide Macintosh XL) voordat de Lisa in augustus 1986 van de markt gehaald werd.
In een tijd dat 96 kB RAM-geheugen als extravagant werd beschouwd, kan veel van het hoge prijskaartje van de Lisa – en daarmee de mislukking – toegeschreven worden aan de grote hoeveelheid RAM die met het systeem geleverd werd. De meeste pc's werden pas vanaf het midden van de jaren 80 met een RAM-hoeveelheid in de orde van 1 megabyte geleverd.